# Португальский национальный хоккейный чемпионат
Португальский национальный хоккейный чемпионат — национальная лига по хоккею с шайбой среди мужских команд Португалии. Чемпионат был разыгран 1 раз — в сезоне 2000/2001, в котором участвовали 3 клуба из Лиссабона, Визеу и Серты.

## История хоккея с шайбой в Португалии
Первый каток в Португалии был построен в Визеу в сентябре 1996 года, он был назван «Palácio do Gelo» («Ледяной дворец»). Там была создана первая команда во главе с Рональдом Кальяу, который помогал развивать фигурное катание и хоккей в Бразилии в 80-х годах. Она была создана на основе бывших игроков в хоккей на роликах (Инлайн-хоккей). Хоккеисты проводили матчи с лиссабонской командой в Визеу из-за отсутствия ледовых арен в столице.
Национальная спортивная ассоциация хоккея с шайбой и инлайн-хоккея (Associação Nacional de Desportos no Gelo e Inline Hockey) получила признание ИИХФ в 1999 году. Через год был организован первый и пока единственный чемпионат страны.

## Сезон 2000/01
Все матчи прошли в «Palácio do Gelo» в Визеу.
|    | Клуб             | И | В | П | Н | Голы   | Очки |
| -- | ---------------- | - | - | - | - | ------ | ---- |
| 1. | «Визеу Лобос»    | 8 | 7 | 0 | 1 | 123:48 | 15   |
| 2. | «Лиссабон Старз» | 8 | 2 | 5 | 1 | 63:94  | 5    |
| 3. | «Серта Викингз»  | 8 | 2 | 6 | 0 | 32:76  | 4    |

- Статистика и рекорды:
  - Было сыграно 10 матчей, матч «Лобос» - «Викингз» от 25.02.2001 не состоялся («Викингз» засчитали техническое поражение).
  - Крупнейшая победа и самый результативный матч: «Лобос» - «Старз» 29-11 (11.02.2001)
  - Крупнейшая ничья: «Лобос» - «Старз» 10-10 (24.02.2001)
  - Самый нерезультативный матч: «Викингз» - «Старз» 8-1 (25.03.2001)